# 伊述拉孜山口
伊述拉孜山口是中国云南省与缅甸克钦邦的山口。山口以北是中华人民共和国云南省的贡山独龙族怒族自治县，南部则是缅甸克钦邦的葡萄县。山口周围人烟稀少，每平方公里有3个居民。周边主要生长温带阔叶混交林。
伊述拉孜山口被描述为位于独龙江-怒江 (伊洛瓦底江-薩爾溫江) 的分水岭。在山口以西是从北流下向西急弯的独龙江，独龙江汇入缅甸从北流下的恩梅开江，恩梅开江是伊洛瓦底江的東源。山口以南的是缅甸恩梅开江的其他支流向南流动。山口以東是怒江流域，怒江南流出中国国境稱薩爾溫江。

## 麦克马洪线

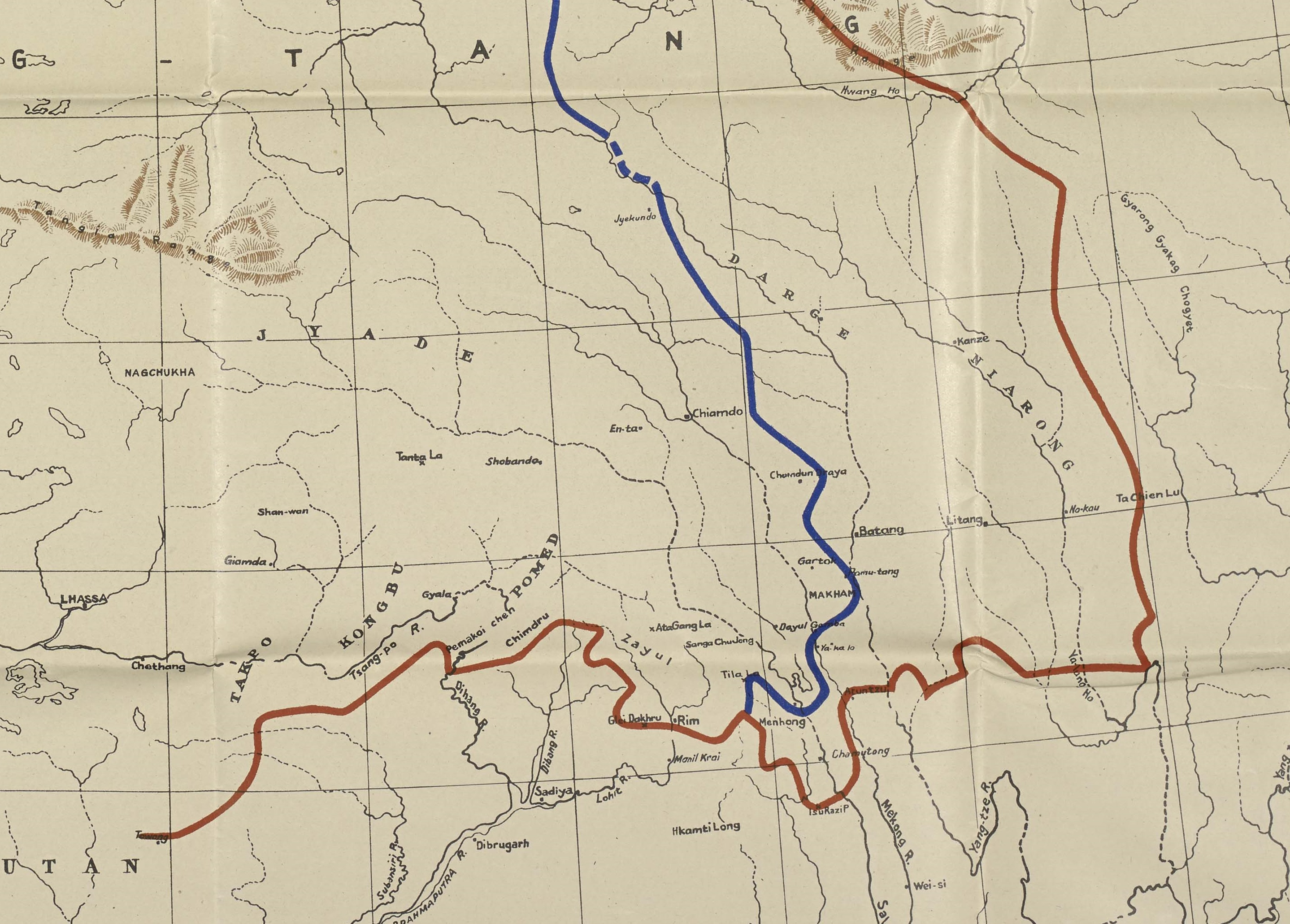
《西姆拉条约》划定的藏区东南部的边界，红线为大西藏（整个藏区）边界，蓝线为拉萨噶厦控制的“外西藏”与中国政府控制的“内西藏”的边界
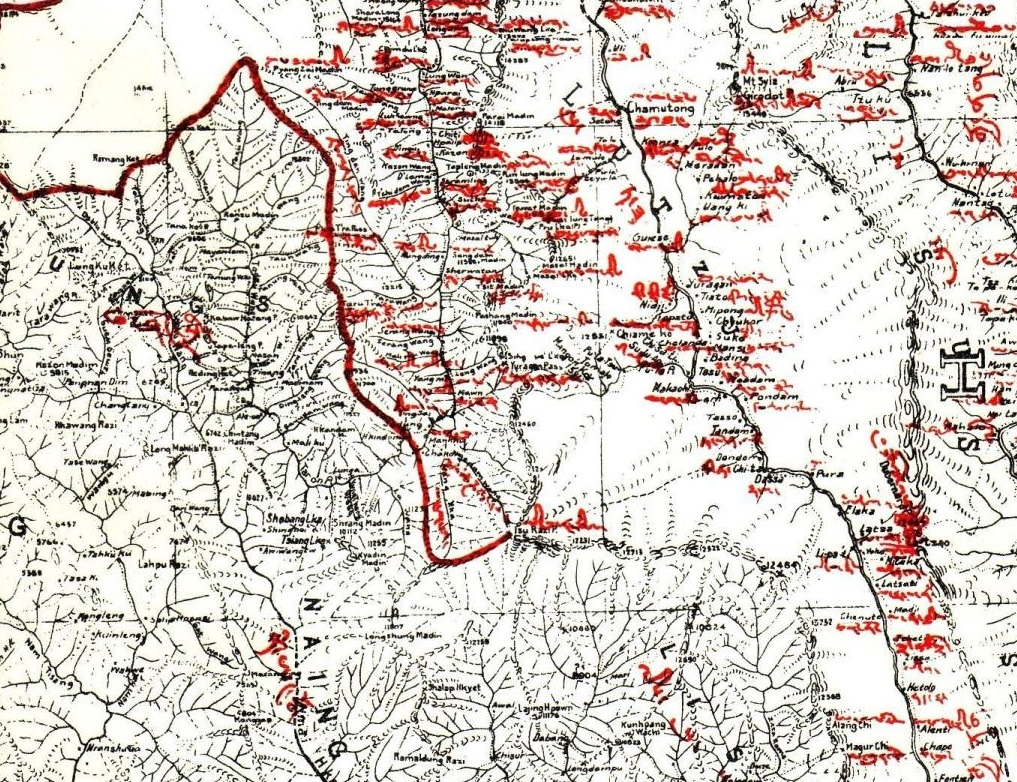
条约划定西藏和英属印度边界的麦克马洪线在伊述拉孜山口结束

1913年至1914年间，西藏噶厦、中国北洋政府和英属印度政府的代表在西姆拉会面，就西藏与中印的关系进行谈判。在谈判过程中，划定了西藏与中国以及印度的边界。伊述拉孜山口被定义为三个司法管辖区的交界处。山口以北是“内西藏”，即中国政府直接控制下的康巴藏区东部（自1720年藏区分治以来一直如此），山口以东是中国本部（汉地），山口南边和西边是当时作为英属印度一个省的缅甸。然而，中国代表坚称，内西藏地区已经是中国的一部分。
西藏和英属印度之间的边界，后来称为麦克马洪线，是在更详细的地图上绘制的，由英国和西藏的代表协商确定。这条线在伊述拉兹山口结束。该边界于1914年3月24日至25日通过换文达成一致，后来被纳入《西姆拉條約》地图。由于中华民国时代从未批准过《西姆拉條約》，中国的立场是该地仍然存在争议。伊述拉孜山口以北的贡山现在是中华人民共和国云南省的一部分。

## 中缅边界

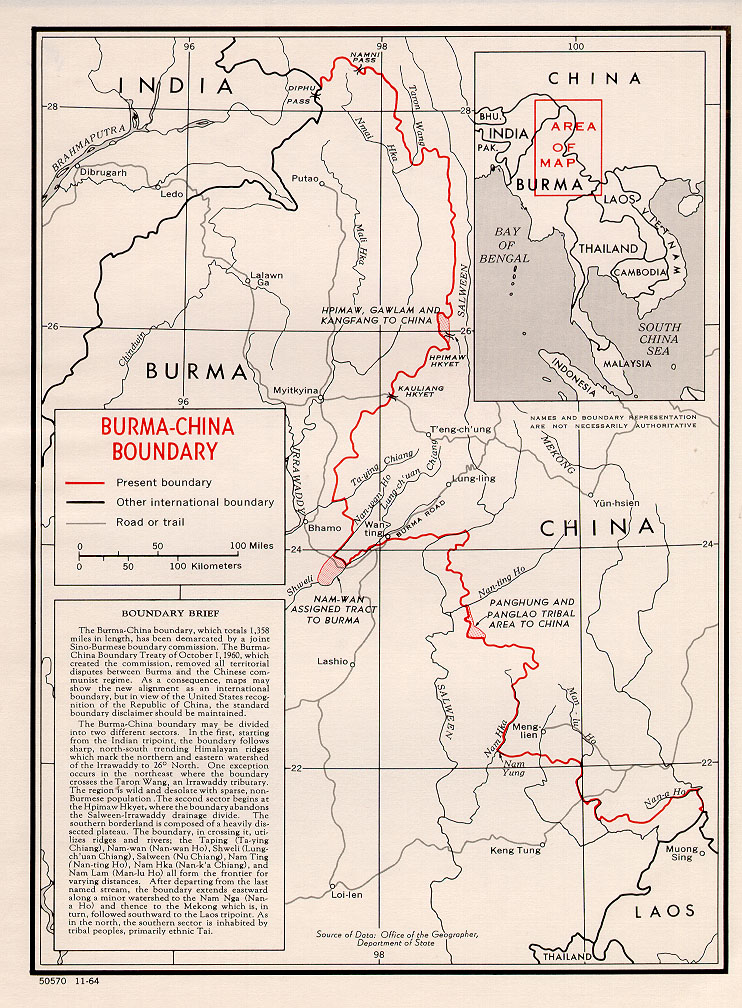
1960年1月中缅边界协议的中缅边界

缅甸独立和中国控制西藏后，两国偶尔发生边界冲突。1955年，双方开始就边界问题进行谈判，并最终于1960年1月取得进展，时任缅甸总理奈温28日在北京签订关于两国边界问题的协定。中国同意将伊述拉孜山口和与印度三国交界处的底富山口之間的分水岭作为“传统边界线”。